# Bromito de sodio
El bromito de sodio es una sal sódica del ácido bromoso. Su forma trihidratada, NaBrO2· 3H2O, se ha aislado en forma cristalina. Se utiliza en la industria de refinado textil como agente de curtido y desencolante para la eliminación oxidativa del almidón.
También se utiliza como agente oxidante para convertir alcoholes en aldehídos, como la conversión de alcohol bencílico en benzaldehído, y para la degradación de Hofmann de amidas en aminas.

## Propiedades
En solución ácida, se descompone en bromo y bromato de sodio:
5 NaBrO2 + 2 HCl → 3 NaBrO3 + 2 NaCl + H2O + Br2.